# Кърстен Кук
Кърстен Кук (на английски: Kirsten Cooke) е английска театрална актриса, родена на 4 октомври 1952 г. в село Кукфийлд, Съсекс, Англия. Учи в Лондонската Дъгласка академия за театрално изкуство, като почти всички нейни актьорски роли са в областта на комедията.
Една от най-значимите и роли е като Мишел от съпротивата в британския телевизионен сериал „Ало, ало!“, излъчван по BBC. Преди това епизодично участва в скечове на ирландския комик Дейв Алън, както и в няколко епизода на детския сериал ChuckleVision. Други нейни участия във филми са: Woolcott, Rings On Their Fingers, The Dawson Watch и The Upper Hand.
Отказва да играе ролята на „Моли“ в британския телевизионен сериал Down To Earth, за да вземе участие в игралното шоу Blankety Blank.
Омъжена, има четири деца, Кук живее в източен Лондон.